# Gambas
Gambas is een als opensourceproject ontwikkelde programmeertaal in het Basic-dialect voor het GNU/Linux-platform. Zowel de Gambas-syntaxis als de ontwikkelomgeving zelf lijken sterk op de Microsoft-equivalenten (respectievelijk Visual Basic en Visual Studio).
Gambas is ontwikkeld door Benoît Minisini en het project omvat zowel een grafische ontwikkelomgeving als een compiler, een interpreter, een archiveerfaciliteit en grafische gebruikersinterfacecomponenten. Bovendien is de ontwikkelomgeving in verschillende talen beschikbaar.

## Installatie
Installatie van Gambas is mogelijk door de bronbestanden zelf op Linux te compileren of door een gecompileerd pakket te downloaden met een pakketbeheerder. Er zijn complete versies voor onder meer Debian, Red Hat en Gentoo beschikbaar.

## Gambas en Visual Basic
Er zijn enkele verschillen tussen Gambas en Visual Basic (VB). Gambas gaat uit van meer stringente voorwaarden dan VB. Zo moet elke variabele op voorhand worden gedeclareerd. Ook ondersteunt Gambas geen globale variabelen en worden variabelen in functies niet 'By reference' (ByRef) maar 'By value' (ByVal) doorgegeven. Hierdoor wordt een nettere structuur afgedwongen.
Daarnaast maakt Gambas gebruik van de functies van het onderliggende Linuxplatform, zoals het gecontroleerd gesynchroniseerd uitvoeren van andere processen, zonder API-functies van het onderliggende besturingssysteem te hoeven gebruiken. Gambas kan (uiteraard) niet gebruikmaken van de Windows API-functies. Het overzetten van Visual Basic-projecten naar Gambas is dan ook niet altijd mogelijk. Er is wel een conversiescript beschikbaar.
Gambas kan zowel de Qt als de 'enhanced KDE' gebruikersinterface-elementen gebruiken. Daarnaast is er ook ondersteuning voor de GTK+-toolkit.

## Versies
- 2.0.x, laatste uitgave is 2.21 (24 juli 2010).
- 3.0.x, een grote update ten opzichte van de 2.x-reeks. De eerste versie uit deze reeks, namelijk 3.0, verscheen op 31 december 2011.